# Maipú (Chili)
Pour les articles homonymes, voir Maipú.
Maipú est une ville et une commune du Chili, située dans la province et la région métropolitaine de Santiago. 

## Géographie

### Situation

Localisation de Maipú (en rouge) au sein de l'agglomération de Santiago.

La commune s'étend sur 135,5 km2 dans le sud-ouest de l'agglomération de Santiago.

## Histoire
La bataille de Maipù, le 5 avril 1818, entre les forces locales et l'armée qui défendait les droits du roi d'Espagne, a permis l'indépendance du Chili. À ce titre, fut fondée une chapelle, inaugurée en 1892, mais détruite en 1906 par un tremblement de terre et remplacée par un « temple votif » (1974) en l'honneur de la Vierge du Mont-Carmel en action de grâces pour cette victoire.
Le 17 janvier 2018, le pape François a présidé une célébration avec les jeunes sur l'esplanade du Sanctuaire national.

## Population et société

### Démographie
En 2017, la population s'élevait à 521 627 habitants, ce qui en faisait la deuxième commune la plus peuplée du pays après Puente Alto.

## Politique et administration
La commune est dirigée par un conseil de dix membres et un maire, élus pour un mandat de quatre ans. Les dernières élections ont eu lieu les 26 et 27 octobre 2024.
| Période      | Période     | Identité          | Étiquette  | Qualité |
| ------------ | ----------- | ----------------- | ---------- | ------- |
| 1992         | 2000        | Herman Silva      | DC         |         |
| 2000         | 2004        | Roberto Sepúlveda | RN         |         |
| 2004         | 2012        | Alberto Undurraga | DC         |         |
| 2012         | 2016        | Christian Vittori | DC         |         |
| 2016         | 2021        | Cathy Barriga     | Ind./UDI   |         |
| 28 juin 2021 | en fonction | Tomás Vodanovic   | RD puis FA |         |

## Monuments
- La basilique Notre-Dame-du-Mont-Carmel, également reconnue par l’Église catholique sanctuaire national, est dédiée à la Vierge du Mont-Carmel[4].

## Transports
La commune est desservie par cinq stations de la ligne 5 du métro de Santiago, ainsi que par le réseau d'autobus Red de l'agglomération de Santiago.